# Silvia Silombra
Silvia Silombra is een Nederlandse stomme film uit 1913 onder regie van Louis H. Chrispijn.

## Verhaal
De film vertelt het verhaal van Silvia (Julia Cuypers), een meisje dat opgroeide onder armoedige omstandigheden. Ze ontvlucht uit deze omgeving, als ze de kans krijgt te werken als actrice. Ze groeit uit tot een gevierde ster en krijgt een relatie met toneelschrijver René Raneck. Net als ze op het punt staat met hem te trouwen, krijgt ze last van duizeligheid en geheugenverlies. Ze bezoekt een dokter, die onthult dat haar vader is overleden aan delirium tremens en zij het waarschijnlijk ook zal krijgen.
De dokter raadt haar aan niet te trouwen, omdat het een erfelijke ziekte is. Als ze een kind krijgt, zal hij of zij het hoogstwaarschijnlijk ook krijgen. Silvia is ten einde raad en verbreekt het contact met René, zonder hem de reden van haar vertrek te vertellen. Ze verliest haar status als succesvol actrice en krijgt geen rollen meer aangeboden. Het duurt niet lang voordat ze zich weer bevindt in armoedige omstandigheden. Ze besluit de waarheid aan René te vertellen in een brief, die ze laat schrijven door een priester. René bezoekt haar en treft haar aan in haar sterfbed met zijn foto in haar handen.

## Rolbezetting
| Acteur                 | Personage               |
| ---------------------- | ----------------------- |
| Julia Cuypers          | Volwassen Silvia        |
| Enny de Leeuwe         | Silvia als kind         |
| Jan van Dommelen       | Silvia's vader/Priester |
| Willem van der Veer    |                         |
| Caroline van Dommelen  |                         |
| Charles Gilhuys        |                         |
| Louis H. Chrispijn     |                         |
| Christine van Meeteren |                         |
| Mary Beekman           |                         |
| Jan Holtrop            |                         |
| Alessia Serodino       |                         |

## Achtergrond
De film is gebaseerd op het gelijknamige toneelstuk uit 1909 van Adriaan Willem Gerrit van Riemsdijk. Het was een toneelstuk dat 400 keer werd opgevoerd in Nederland en Vlaanderen. De titelrol werd eerst vertolkt door Julia Cuypers, totdat Caroline van Dommelen deze van haar overnam. Opmerkelijk genoeg hebben zowel Cuypers als Van Dommelen een rol in de filmbewerking. De filmbewerking uit 1913 betekende voor Willem van der Veer zijn filmdebuut. Er wordt vermoed dat de film verloren is gegaan.